# Solamen spectabilis
Solamen spectabilis is een tweekleppigensoort uit de familie van de Mytilidae. De wetenschappelijke naam van de soort is voor het eerst geldig gepubliceerd in 1862 door A. Adams.